# Karl Gutzeit
Karl Gutzeit, nemški general in vojaški zdravnik, * 2. junij 1893, † 29. oktober 1957.

## Življenjepis
Po končanem študiju medicine na Univerzi v Berlinu je bil sprva profesor na Univerzi v Jeni (1920–1926), nato pa v Breslau (do leta 1945).
Leta 1933 je postal še direktor Porodnišnice Rudolf Virchow v Berlinu. Med drugo svetovno vojno je bil svetovalni internist pri Vojaško-zdravstveni inšpekciji.
Leta 1948 je bil izpuščen iz vojaškega ujetništva, nakar je nadaljeval s svojo zdravstveno kariero. 
Med letoma 1954 in 1957 je bil član Nemške akademije znanosti Leopoldina.